# La Salzadella
La Salzadella là một đô thị trong tỉnh Castellón, Cộng đồng Valencia, Tây Ban Nha. Đô thị La Salzadella có diện tích 49,9 km², dân số theo điều tra năm 2010 của Viện thống kê quốc gia Tây Ban Nha là 850 người. Đô thị La Salzadella nằm ở khu vực có độ cao 339 mét trên mực nước biển.